# Local Peer Discovery
Протокол Local Peer Discovery (LPD) является расширением для системы обмена файлами BitTorrent. Он был разработан для получения возможности обнаружения локальных BitTorrent-пиров, и, следовательно, сокращения трафика, проходящего через канал Интернет-провайдера и максимального использования пропускной способности локальной вычислительной сети (LAN).
Local Peer Discovery реализован с помощью HTTP-подобных сообщений в пакетах UDP, отправляемых multicast-группе 239.192.152.143:6771, являющейся административно-ограниченной (administratively scoped multicast address (англ.)).
Поддержка этого протокола реализована в следующих клиентах:
µTorrent,
BitTorrent/Mainline,
MonoTorrent
и клиентах, основанных на libtorrent, например, Transmission 2.0.
Реализация LPD очень проста, несмотря на это, формальная спецификация протокола (BEP 14) была создана только в 2015 году, тогда как ещё 10 мая 2008 года было опубликовано описание альтернативного multicast-расширения Zeroconf Peer Advertising and Discovery, см. BEP 26, но оно мало используется из-за сложности реализации.